# ژنیا مکرتومیان
ژنیا مکرتومیان (ارمنی: Ժենյա Մկրտումյան؛ انگلیسی: Jenya Mkrtumyan؛ ۱۰ ژوئیهٔ ۱۹۴۸ – ۲۶ دسامبر ۲۰۱۶) یک بازیگر اهل ارمنستان بود. وی بین سال‌های - تا - میلادی فعالیت می‌کرد.

## زندگی‌نامه
وی در ۱۰ ژوئیهٔ ۱۹۴۸ در ایروان به دنیا آمد و از دانشگاه تربیتی دولتی مسکو فارغ‌التحصیل شد. وی نوه آروس وسکانیان بود.  وی در ۲۶ دسامبر ۲۰۱۶ در سن ۶۸ سالگی در ایروان درگذشت.

## گزیده فیلمشناسی
از فیلم‌ها یا برنامه‌های تلویزیونی که وی در آن نقش داشته است می‌توان به حیاط ما (قسمت دوم)، سریال باحال اشاره کرد.